# 第二新彼得里夫卡
47°11′40″N 30°22′36″E / 47.19444°N 30.37667°E
第二新彼得里夫卡（烏克蘭語：Новопетрівка Друга）曾是位於烏克蘭西南部的村莊，由敖德萨州贝雷济夫卡区的茲納姆揚卡市鎮負責管轄。該村始建於1793年，面積0.85平方公里，海拔高度32米，2001年人口243，人口密度每平方公里285.88人。
2018年6月12日，第二新彼得里夫卡与第一新彼得里夫卡合并为新彼得里夫卡。